# Potencial de ação cardíaco
Um potencial de ação cardíaco resulta de uma breve alteração no potencial de repouso da membrana das células cardíacas (cardiomiócitos). Esta alteração é causada pelo movimento de íons entre o interior e o exterior da célula, através de proteínas denominadas canais iônicos. O potencial de ação é uma propriedade fundamental das células cardíacas e alterações (até mesmo mutações em canais iônicos envolvidos no processo) podem levar a doenças cardíacas graves, incluindo arritmia cardíaca que, às vezes, pode ser letal.

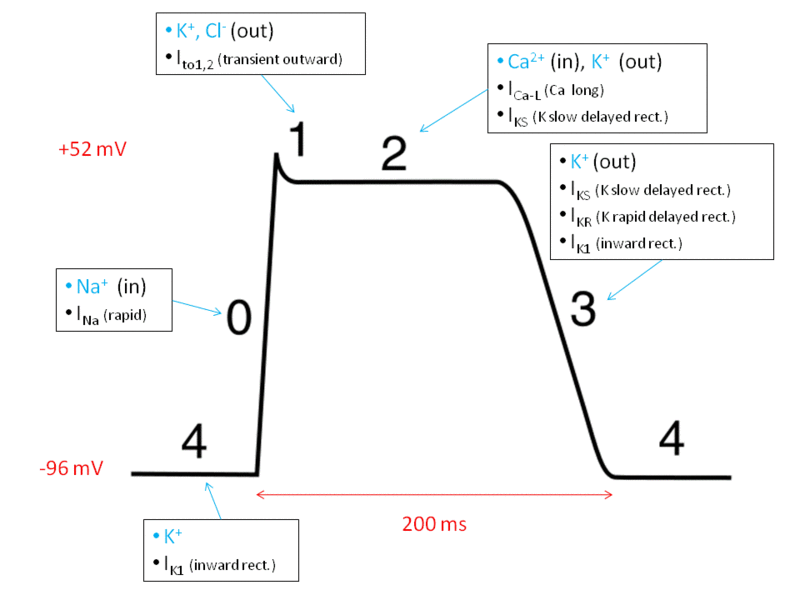
Representação do potencial de ação ventricular cardíaco típico. Demonstração da fase de platô existente nesse tipo de potencial. Na figura estão numeradas cada fase do potencial. Os números representam as diferentes fases do potencial de ação: [4] é a fase do potencial de repouso, que é definido como o potencial negativo que ocorre entre os potenciais de ação; [0] consiste na despolarização com influxo de sódio através dos canais de sódio; [1] inativação rápida dos canais de Na+, fase de repolarização transitória e relativamente pequena que segue imediatamente ao movimento ascendente do potencial de ação; [2] fase de platô, potencial de membrana permanece relativamente constante, ocorrendo um influxo de Ca2+; [3] fase de repolarização tardia, a corrente de Ca2+ diminui e a de K+ aumenta.

O potencial de ação cardíaco é distinto de outros potenciais de ação em outros tipos de células eletricamente excitáveis, como os nervos ou músculo esquelético. O potencial de ação ventricular, por exemplo, possui uma maior duração em comparação com nervos e músculos esqueléticos, devido a uma fase de platô.
Origem e a propagação:
Ao contrário do potencial de ação nas células do músculo esquelético, o potencial de ação cardíaco de mamíferos não é iniciado pela atividade nervosa. O sistema nervoso autônomo modula, mas não controla as células marcapasso. O sistema nervoso simpático (resposta de luta ou fuga do corpo) aumenta a frequência cardíaca, diminuindo o tempo para produzir um potencial de ação no nó sinoatrial. O sistema nervoso parassimpático (repouso) diminui a frequência cardíaca, aumentando o tempo necessário para produzir um potencial de ação no nó sinoatrial. 
O potencial de ação cardíaco é iniciado por um grupo de células especializadas conhecidas como células marcapasso, que possuem capacidade de geração automática de seus potenciais de ação. Em corações saudáveis, essas células formam o marcapasso cardíaco e são encontradas no nó sinoatrial no átrio direito. Esse potencial de ação passa ao longo da membrana celular fazendo com que a célula se contraia, portanto, a atividade do nó sinoatrial resulta, em última análise, na geração de batimentos cardíacos. Todas as células do músculo cardíaco estão eletricamente conectadas umas às outras através de junções comunicantes (ou junções GAP), que são formadas por conexinas e permitem que o potencial de ação se propague de uma célula para outra. Isso significa que todas as células atriais e ventriculares podem se contrair de forma sincronizada.
A propagação do potencial de ação (onda de despolarização e repolarização) dentro do coração pode ser registrada por meio do eletrocardiograma (ECG), apresentando uma série de picos ascendentes e descendentes (nomeados tipicamente como ondas:  P, Q, R, S e T). 
Gradiente de concentração e potencial de equilíbrio:
O potencial de ação cardíaco é causado pela interação complexa de várias correntes iônicas diferentes. A disposição de íons intracelular e extracelular mostra que a composição iônica intracelular é pobre em sódio (Na+) e rica em potássio (K+). A membrana é bastante permeável ao K+ e relativamente impermeável ao Na+ e outros íons quando em repouso. Assim, K+ flui para fora da célula a favor de seu gradiente de concentração, resultando em rápido acúmulo de um potencial negativo dentro da célula. À medida que o potencial elétrico aumenta, torna-se suficiente para contrabalançar a força motriz química gerada pelo gradiente de concentração. Neste potencial, chamado de potencial de equilíbrio, o fluxo iônico líquido é zero. Importante ressaltar que isso não significa que não há fluxo de íons, apenas que os fluxos dos íons para dentro e para fora são iguais e opostos. A equação de Nernst descreve a relação entre a concentração intracelular e extracelular de um único íon e seu potencial de equilíbrio.
As diferenças de concentração, juntamente com as características de permeabilidade seletiva da membrana celular, geram uma diferença de potencial entre 80 e 90 mV através da membrana celular da célula cardíaca em repouso, sendo o interior negativo em relação ao exterior.
As regiões e seus diferentes potenciais:
O potencial de ação nas células cardíacas é mais complexo e geralmente muito mais longo que o potencial de ação de células nervosas e músculo esquelético. Além disso, os potenciais de ação de diferentes regiões do coração variam substancialmente no seu formato. Existem diferenças fisiológicas entre as células marcapasso do nó sinoatrial, que geram espontaneamente o potencial de ação cardíaco, e as células contráteis que conduzem os potenciais de ação e geram a contração mecânica do coração. As diferenças específicas nos tipos de canais iônicos expressos e nos mecanismos pelos quais eles são ativados resultam em diferenças na configuração da forma de onda do potencial de ação.
Tipos de células:
Existem três tipos principais de células cardíacas: As células musculares (miocárdicas), as células elétricas e as células marcapasso. As musculares têm capacidade de contração muscular e conduzem os impulsos elétricos, em condições normais estas não geram atividade elétrica, estão presentes nos átrios e nos ventrículos. As células do tipo elétricas são especializadas na condução rápida de impulso elétrico, mas não possuem propriedades contráteis, estão localizadas no sistema His-Purkinje. E as células marcapasso, especializadas e capazes de autorritmicidade e não-contráteis, estão localizadas principalmente no nó sinoatrial.
O sistema de condução cardíaco tem seu início no nó sinoatrial (átrio direito) que se despolariza, a atividade elétrica percorre rapidamente até o nó atrioventricular pelas vias internodais, em seguida, a despolarização se propaga mais lentamente através dos átrios,  a condução demora através do nó atrioventricular,   posteriormente, a despolarização move-se rapidamente pelo feixe de His sendo conduzida pelo ramo esquerdo do feixe de His e pelo ramo direito do feixe de His, a onda de despolarização irá se propagar pelas fibras de purkinje e se espalhará em um movimento ascendente, se distribuindo para cima a partir do ápice.
Explicação passo a passo da figura 1:
A fase 4 é a fase do potencial de repouso, que é definido como o potencial negativo que ocorre entre os potenciais de ação. Na célula miocárdica típica (não-marcapasso), o potencial elétrico durante esta fase é mais ou menos constante, em aproximadamente -90 mV , e se mantém assim até receber um novo estímulo.
Durante esta fase, a membrana é mais permeável ao K + , que pode entrar ou sair da célula através de canais de vazamento, por exemplo. Portanto, o potencial de repouso da membrana está muito próximo ao de equilíbrio do K+ devido a uma permeabilidade relativamente alta da membrana da célula em repouso ao K+ e uma permeabilidade muito baixa a outros íons, como o Na+.
No entanto, as células marcapasso nunca estão em repouso. Nessas células, a fase 4 também é conhecida como potencial marcapasso. Acredita-se que o potencial marcapasso seja devido a um grupo de canais, denominados canais HCN (Canais controlados por nucleotídeos cíclicos ativados por hiperpolarização). Esses canais se abrem em voltagens muito negativas (ou seja, imediatamente após a fase 3 do potencial de ação anterior). Outra hipótese sobre o potencial do marcapasso se deve ao cálcio. O cálcio é liberado do retículo sarcoplasmático dentro da célula, que então aumenta a ativação do trocador sódio-cálcio resultando em uma despolarização do potencial de membrana.
A fase 0 consiste no rápido movimento ascendente do potencial de ação nas células ventriculares, bem como nas células dos átrios e da rede His-Purkinje. Este movimento ascendente é dependente de uma corrente rápida de Na+ que se assemelha à corrente responsável pelos potenciais de ação do nervo ou músculo esquelético. O canal de sódio mais predominante é o canal Na v 1.5, expresso em células atriais e ventriculares e nas células elétricas (de condução). Essa corrente é designada como rápida porque exibe uma dinâmica de ativação e inativação muito rápida em comparação com outras correntes. Após uma grande despolarização, a corrente de Na+ atinge um pico, após esse pico de ativação da corrente a amplitude desta corrente vai diminuir espontaneamente, esse decaimento da corrente de Na+ é devido a inativação dos canais rápidos de Na+.
Para que ocorra o rápido movimento ascendente da fase 0, a célula precisa ser despolarizada para o potencial necessário para abrir alguns dos canais rápidos de Na+. Quando os canais de Na+ começam a se abrir, o Na+ flui a favor de seu gradiente eletroquímico para dentro da célula. Isso faz com que a célula se despolarize ainda mais (ou seja, o interior se torna mais positivo), com isso os canais adicionais de Na+ se abrem. Havendo canais suficientes de Na+ abertos, o processo se torna autossustentado (ou seja, um loop de feedback positivo), isso resulta em despolarização rápida (ou seja, o potencial de membrana se move rapidamente em direção ao potencial de equilíbrio para Na+). O potencial em que um número suficiente de canais de Na+ estão abertos para iniciar o potencial de ação é denominado limiar para disparo do potencial de ação. À medida que a célula começa a despolarizar além do limiar, a corrente de Na+ aumenta à medida que mais canais de Na+ são ativados.
Nas células marcapasso, no entanto, o aumento do potencial da membrana é principalmente devido a ativação dos canais de cálcio do tipo L. Estes canais também são ativados por um aumento de voltagem, mas desta vez é devido ao potencial marcapasso (fase 4) ou a um potencial de ação que se aproxima. 
A fase 1 do potencial de ação cardíaco é a fase de repolarização transitória e relativamente pequena que segue imediatamente ao movimento ascendente do potencial de ação. O tamanho da repolarização da fase 1 varia muito entre as espécies e também entre as diferentes regiões do coração dentro de uma determinada espécie.
Esta fase inicia-se com a rápida inativação dos canais de Na+, reduzindo o movimento de sódio para dentro da célula. Ao mesmo tempo, os canais de potássio abrem e também são inativados rapidamente, permitindo um breve fluxo de íons potássio para fora da célula, gerando uma breve repolarização.
A fase 2 é conhecida também como fase de platô. Inicia-se com a repolarização (fase 1) e é um período de tempo durante o qual o potencial de membrana permanece relativamente constante. A presença dessa fase de platô é responsável pela longa duração do potencial de ação nas células cardíacas, que é a principal diferença entre as células cardíacas e as nervosas ou musculares esqueléticas. O platô é causado por um equilíbrio aproximado de correntes despolarizantes e repolarizantes. 
Durante esta fase, os canais de potássio retificadores lentos permitem que o potássio saia da célula, enquanto os canais de cálcio do tipo L (ativados pela despolarização durante a fase 0) permitem o movimento de íons de cálcio para dentro da célula. Esses íons de cálcio se ligam e abrem mais canais de cálcio (chamados receptores de rianodina) localizados no retículo sarcoplasmático dentro da célula, permitindo o fluxo de cálcio para fora do retículo. Estes íons de cálcio são responsáveis pela contração do coração. O cálcio também ativa os canais de cloreto que permitem a entrada de Cl− na célula. O aumento da concentração de cálcio na célula também aumenta a atividade dos trocadores sódio-cálcio, enquanto o aumento da concentração de sódio (da despolarização da fase 0) aumenta a atividade das bombas sódio-potássio. 
O movimento de todos esses íons faz com que o potencial de membrana permaneça relativamente constante, com a saída de K+ e influxo de Ca2.
A fase 3 é a fase de repolarização tardia ou final após o platô do potencial de ação. É semelhante à repolarização observada nas células nervosas e musculares esqueléticas. A repolarização da fase 3 é causada principalmente pelo desequilíbrio das correntes que estavam relativamente equilibradas durante a fase 2. A corrente de Ca2+ diminui com o tempo (devido à inativação) e a corrente retificadora lenta de K+ aumenta (devido a sua ativação lenta), ou seja, os canais de Ca2+ tipo L se fecham, enquanto os canais K + retificadores retardados lentos permanecem abertos à medida que mais canais de vazamento de potássio se abrem. Isso garante uma corrente de saída, correspondente à repolarização do potencial de membrana. Os canais de K+ retificadores lentos fecham quando o potencial de membrana é restaurado para cerca de -85 a -90 mV, enquanto a corrente K+ retificadora interna permanece conduzindo durante toda a fase 4, o que ajuda a manter o potencial de membrana em repouso.
As bombas iônicas, como a bomba sódio-potássio, restauram as concentrações de íons de volta aos estados equilibrados do potencial de membrana pré-potencial de ação. 
No nodo sinoatrial, esta fase também se deve a inativação dos canais de cálcio do tipo L, impedindo a entrada de Ca2+, e a abertura dos canais de potássio retificadores.
Período refratário:
As células cardíacas possuem dois períodos refratários, o primeiro desde o início da fase 0 até a metade da fase 3, o período refratário absoluto, durante o qual é impossível para a célula produzir outro potencial de ação. Isto é imediatamente seguido, até o final da fase 3, por um período refratário relativo, durante o qual é necessário um estímulo mais forte que o normal para produzir outro potencial de ação.
Esses dois períodos refratários são causados por mudanças nos estados dos canais de sódio e potássio. A rápida despolarização da célula, durante a fase 0, faz com que o potencial de membrana se aproxime do potencial de equilíbrio do sódio. À medida que o potencial de membrana se torna mais positivo, os canais de sódio se inativam. Neste estado, os canais não podem ser abertos, independentemente da força do estímulo excitatório, dando origem ao período refratário absoluto. O período refratário relativo ocorre quando os canais de sódio vão abrindo o portão de inativação, mas ainda há uma permeabilidade muito alta ao K+ pela abertura de canais para este íon durante a fase 3. Isso significa que é possível iniciar um potencial de ação, mas é necessário um estímulo mais forte do que o normal. 